# HTML-атрибут
Атрибуты HTML — это специальные слова, внутри начального тега для управления представления элемента или форматирования текста. Атрибуты HTML являются модификаторами HTML элементов. Атрибут либо, по умолчанию изменяет функциональность элемента, либо предоставляет функционал, тем элементам, которые не могут функционировать правильно без атрибутов. В синтаксисе HTML атрибут добавляется к начальному тегу.
Выделено несколько основных типов атрибутов:
1. Необходимые атрибуты, нужные для правильной работы конкретного типа элемента;
2. Необязательные атрибуты, используемые для изменения стандартной функциональности HTML элемента;
3. Стандартные атрибуты, поддерживаемые многими элементами, разных типов;
4. Атрибуты событий, используемые для обозначения скриптов для запуска при определенных обстоятельствах.

Некоторые типы атрибутов функционируют по-разному при их использовании для изменения элементов разных типов. Например, имя атрибута используется несколькими элементами разных типов, однако в каждом из них выполняет немного различающиеся функции. 

## Описание
Атрибуты HTML обычно отображаются в виде пар: "имя-значение", разделенных знаком =, и записываются в начальном теге элемента после имени самого элемента:
```
<element
 
attribute=
"значение"
>
Текст
</element>

```

Где element обозначает тип HTML элемента, и attribute - имя атрибута, значение которого установлено в кавычках "значение". Значение может быть заключено как в одинарные кавычки, так и в двойные, хотя и в HTML значения состоящие из определённых символов можно оставлять без кавычек (но не в XHTML). Оставление значения атрибута без кавычек может быть небезопасным.
Хотя и большинство атрибутов представляют из себя пары имен и значений, некоторые могут влиять на элемент своим присутствием в начальном теге элемента  (например, атрибут ismap для элемента img  ).

Элемент аббревиатуры abbr можно использовать для демонстрации различных атрибутов:
```
<
abbr
 
id
=
"anId"
 
class
=
"aClass"
 
style
=
"color:blue;"
 
title
=
"Hypertext Markup Language"
>
HTML
</
abbr
>

```

Это пример отображения аббревиатуры HTML синим цветом, но без ссылки, и в большинстве браузеров при наведении курсора на аббревиатуру должно отображаться значение атрибута title "Hypertext Markup Language" на желтом фоне (подсказка).
```
<
div
 
style
=
"text-align: center;"
>
Центрированный текст
</
div
>

```

На этом примере ваш текст будет выглядеть так:
Большинство элементов могут также принимать атрибуты языка lang и dir .